# Étienne Dormoy

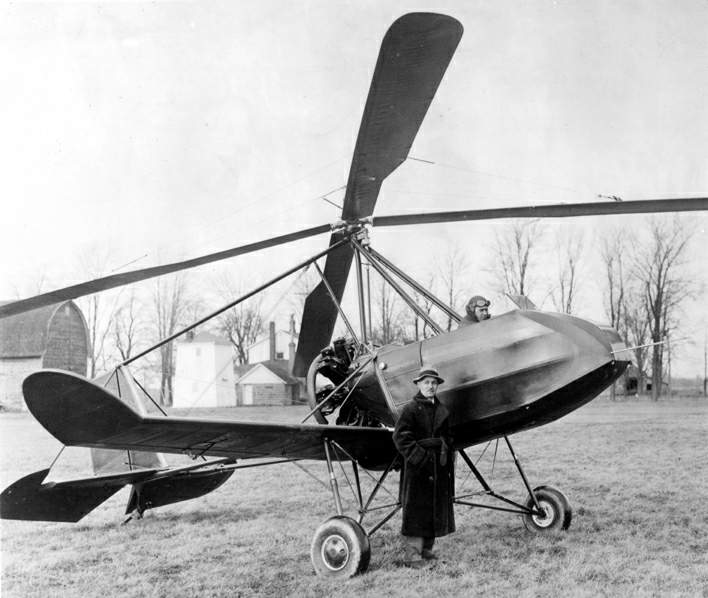
Etienne Dormoy framför autogiron Buhl A-1 Autogyro, 1931

Étienne Dormoy, född 10 februari 1885 i Vandoncourt i Frankrike, död 28 februari 1959 i San Diego i USA, var en fransk-amerikansk flygplanskonstruktör i USA.
Étienne Dormoy avlade examen som flygplansingenjör 1906 på "Institut industriel du Nord", senare École Centrale de Lille, i Lille i Frankrike och började arbeta på Société Pour les Appareils Deperdussin i Paris. Han arbetade under en period på "Maximilian Schmitt Aeroplane & Motor Works" i Paterson i New Jersey i USA, där han 1913 konstruerade "Schmitt Aeroplane", som var det första monoplanet som tillverkades i USA. Med detta flygplan vann flygpionjären  Harold D. Kantner (1886–1973) New York Times-flygtävlingen i april 1914. Étienne Dormoy återvände till Frankrike vid början av Första världskriget. Under kriget var han 1914–1915 pilot i franska flygvapnet och från 1916 konstruktör på SPAD. 
År 1917 ingick han en fransk grupp som arbetade i USA med teknologiöverföring från SPAD till Curtiss Aeroplane and Motor Company i Buffalo i delstaten New York. Efter kriget arbetade han 1919–1925 för "United States Army Air Service". Dormoy var mellan 1925 och 1932 anställd på Buhl Aircraft Company i Detroit i Michigan och konstruerade där ett antal sport- och bruksflygplan. Han bidrog bland annat till det första typcertifierade flygplanet i USA, Buhl-Verville CA-3/J-4 Airster, 1927. Som företagets chefskonstruktör stod han för Buhl Airsedan 1928 och Buhl Bull Pup 1930 samt för prototypen till autogiron Buhl A-1 Autogyro 1931. Han var därefter på Boeing i Seattle i delstaten Washington 1932-1934 och på Consolidated Aircraft Corporation i San Diego i Kalifornien 1936–1958.

## Bildgalleri

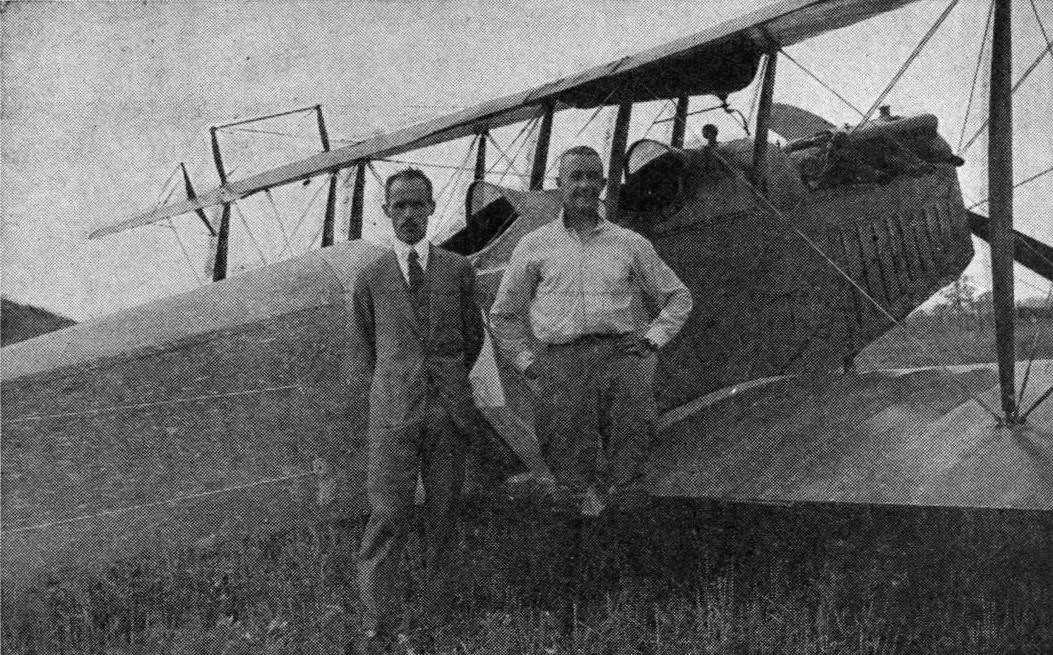
Étienne Dormoy och pilot framför det första besprutningsflygplanet, 1921
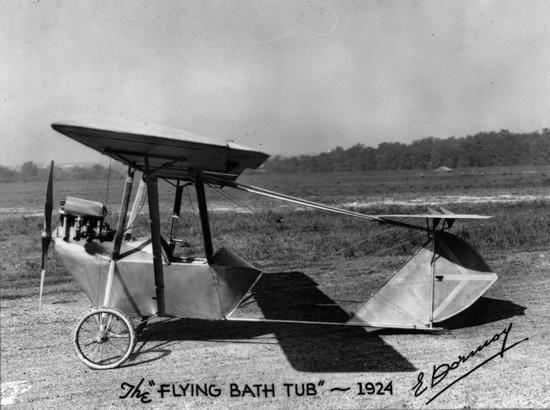
Étienne Dormoys "Flying Bathtub", 1924
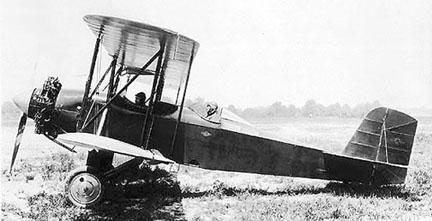
Buhl-Verville CA-3 Airster, det första typcertifierade flygplanet i USA, 1927
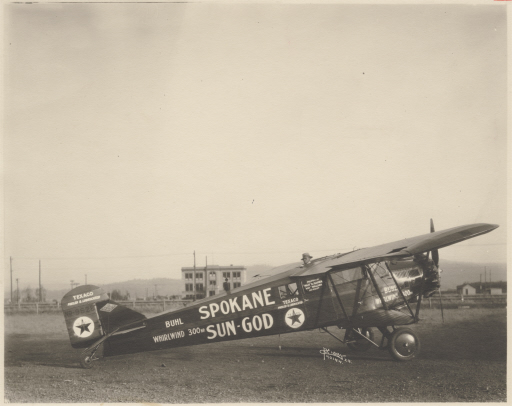
Buhl Airsedan, 1928
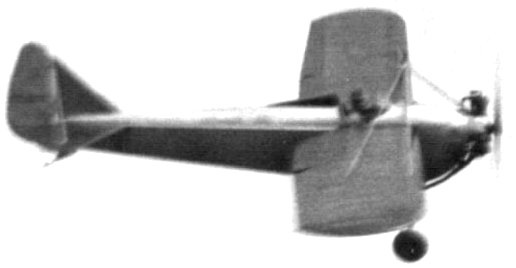
Buhl Bull Pup, 1930
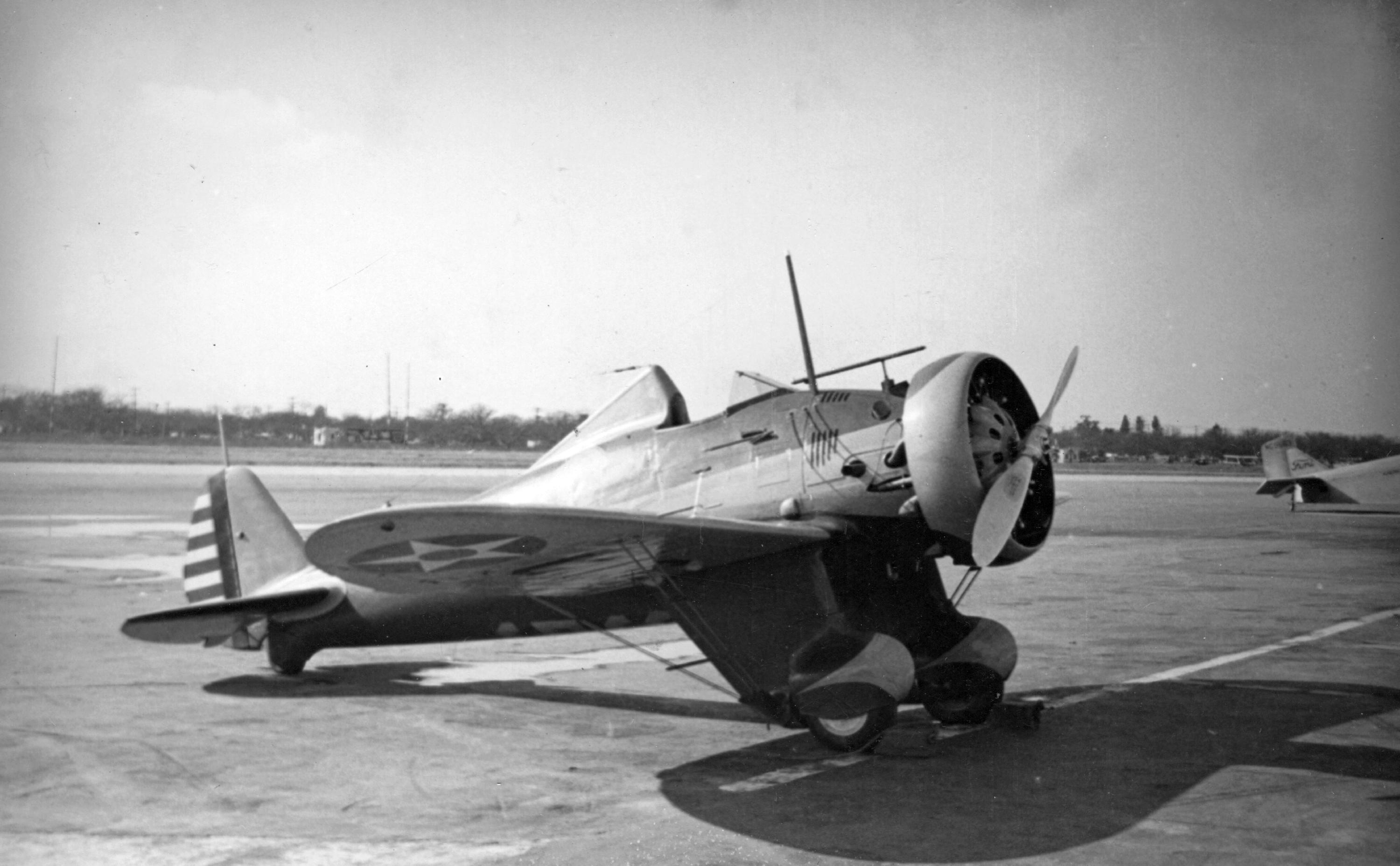
Boeing P-26 Peashooter, 1932
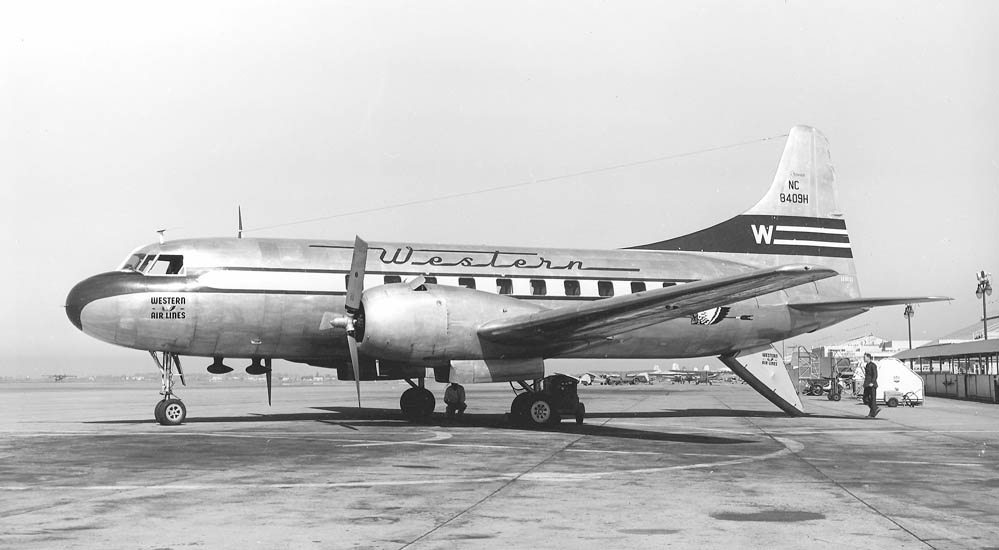
Convair 240